# Mansouria

La mansouria (en arabe : المنصورية) est une tenue traditionnelle du Maroc portée par les femmes et les hommes de toutes les régions du pays.
Ce costume fut créé au sein des palais des sultans , il fut plus tard diffusé parmi la population, autant chez les hommes que chez les femmes. Ce fut une partie de l'uniforme du makhzen. 

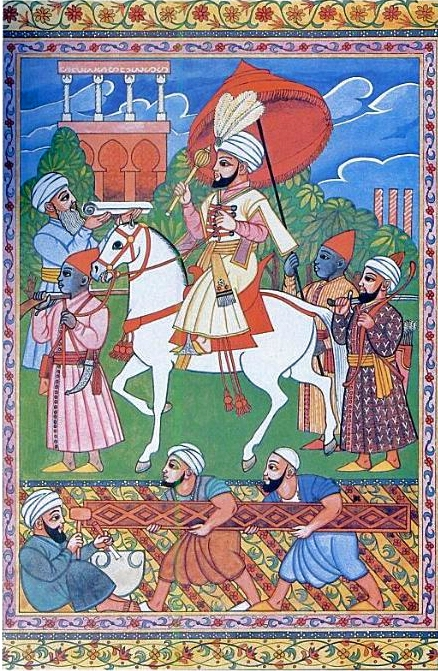
Le sultan Ahmed al-Mansour portant la mansouria.

## Histoire
L'origine du nom est attribué au sultan saadien Ahmed al-Mansour qui ajouta au caftan un morceau de tissu blanc transparent appelé mansouria. 
L'auteur du rapport de la première ambassade espagnole au Maroc sous le règne d'Al-Mansour en 1579 l'illustre en soulignant « qu'il portait des robes blanches sur la voie marocaine avec un turban sur la tête », et cette description « marque le contraste avec le mode d'habillement turc ».

## Description
La mansouria se compose de deux pièces, la première est le caftan et la seconde la mansouria à proprement parler, relative au sultan Ahmed Al Mansour Ad-Dahbi, qui consiste en une robe transparente généralement blanche. Les pièces ont évolué selon les époques : cette robe a connu une grande évolution et modernisation depuis le milieu du XXe siècle, internationalisée aux côtés du caftan dans les années 1980 par les créateurs de mode marocains.

## Différences avec latakchita
Souvent confondue avec la takchita, la mansouria diffère de la takchita par les coutures qu'elle comporte, la takchita se compose de deux à cinq pièces : le jili, le serouel kandrisi, les sous-vêtements, le caftan, et la fouqia, aussi appelée dafina car elle enserre le caftan. Il est courant de se débarrasser de la robe supérieure et de garder le reste.

## Aujourd'hui
La mansouria s'est finalement imposée dans le paysage stylistique marocain en survivant jusque nos jours. C'est un symbole de prestige pour la femme marocaine, au même titre que d'autres vêtements datant de l'époque du califat almohade et du sultanat mérinide, comme le caftan marocain (une pièce), la takchita ou encore d'autres types de robes traditionnelles développées et améliorées par la suite par des créateurs marocains[réf. nécessaire].